# Salvador Rivas Martínez
Salvador Rivas Martínez (in bibliografischen Zitaten auch: Salvador Rivas-Martinez) (* 16. Juli 1935 in Madrid; † 27. August 2020 in Pozuelo de Alarcón) war ein Biologe, Apotheker, Botaniker, Mykologe, Pteridologe, Hochschullehrer und spanischer Bergsteiger.
Er war seit dem 23. März 1983 Mitglied der Real Academia de Ciencias Exactas, Físicas y Naturales.
Sein botanisches Autorenkürzel lautet „Rivas Mart.“

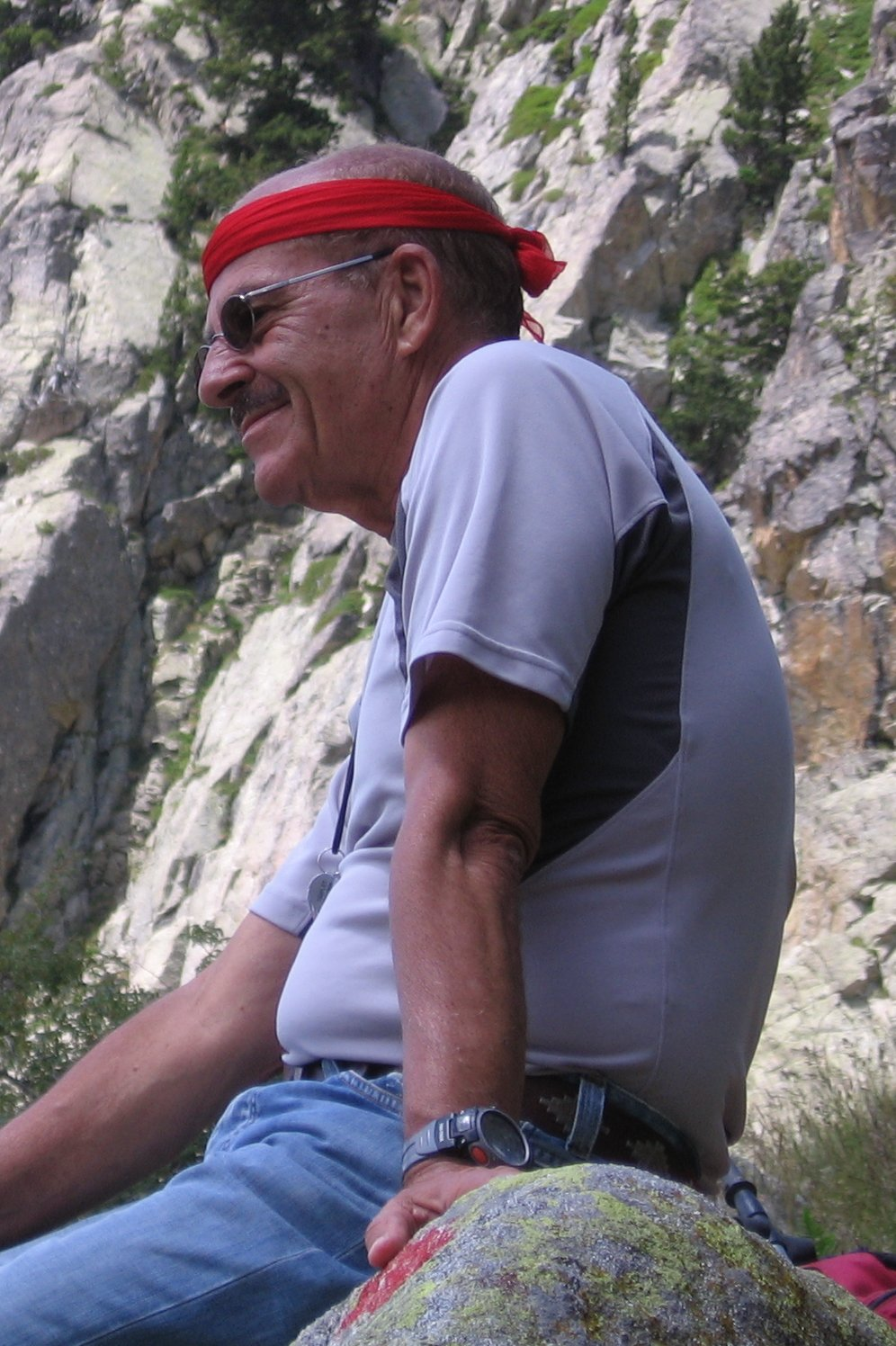
Salvador Rivas Martínez in den Pyrenäen im Jahr 2007

## Ausbildung, Beruf und Ämter
Salvador Rivas Martínez promovierte 1961 auf dem Gebiet der Pharmazie.
1967 erwarb er das Lizenziat für Biologie.
Er war Professor für Botanik an der Pharmazeutischen Fakultät der Universität Barcelona.
Salvador Rivas Martínez wurde zum ordentlichen Professor der Abteilung für Pflanzenbiologie II der pharmazeutischen Fakultät der Universität Complutense Madrid berufen, die er als Direktor leitete.
Außerdem war er
- Präsident der Kommission für Ökologie und Naturschutz,
- Direktor des Real Jardín Botánico de Madrid,
- Vizerektor der Universität Complutense Madrid
- Mitglied des Ausschusses für Vegetationskartierung, endemische Flora, Moore und Küstenökosysteme  des Europarats
- Präsident der Spanischen Gesellschaft für Ökologie und Biogeographie
- Direktor des Studienprojekts der Ökosysteme der Puna
- Vizepräsident der Internationalen Gesellschaft für Phytosoziologie[3][4]

Viele Pflanzen-Gattungen, -Arten und -Unterarten sowie Pflanzengesellschaften wurden von Salvador Rivas Martínez beschrieben und einige nach ihm benannt, zum Beispiel die Gattung Rivasmartinezia aus der Familie der Apioideae, Armeria rivasmartinezii aus der Gattung der Grasnelken und Galeopsis rivas-martinezii aus der Gattung Hohlzahn.

## Auszeichnungen
- 2005: Ehrenmitglied der International Association for Vegetation Science[5]
- 2013: Nationaler Preis der 1997 gegründeten Spanischen Geographischen Gesellschaft.[3]

## Hobby
Salvador Rivas Martínez war seit seinem 12. Lebensjahr Bergsteiger.
In den 1960er Jahren nahm er an einer spanischen Expedition zu den großen Massiven der Erde teil.
1961 bestieg er den 6768 m hohen Nevado Huascarán in den Anden.
Bei diesem Unternehmen starb sein Begleiter Pedro Acuña.
1968 beteiligte er sich an einer Expedition in den Kaukasus zusammen mit den spanischen Bergsteigern César Pérez de Tudela und Carlos Soria Fontán.
1970 bestieg er zusammen mit Carlos Soria Fontán, Antonio Muñoz Repiso und anderen den McKinley Peak in Alaska.
In den Jahren 1973 und 1975 war Salvador Rivas Martínez Teilnehmer von spanischen Expeditionen, die versuchten, den 8163 m hohen Manaslu zu besteigen.
Salvador Rivas Martínez gelang es dabei bis in eine Höhe von 8000 m vorzudringen.

## Veröffentlichungen (Auswahl)
- R. Tüxen, W. Böckelmann, S. Rivas Martinez, W. Wildpret de La Torre: Die Pflanzengesellschaften des Außendeichslandes von Neuwerk, 1957
- Salvador Rivas-Martínez: De plantis hispaniae, notulae, systematicae, chorologicae et ecologicae, 1976
- Salvador Rivas-Martínez: Observaciones syntaxonomiques sur quelques vegetations du Valais Suisse, Documents phytosociologiques, 1978
- Salvador Rivas-Martínez: Sobre la vegetación de la Serra da Estrela (Portugal), 1981
- Salvador Rivas-Martínez: La erosión de los suelos de Andalucía: la cobertura vegetal y su importancia en los fenómenos erosivos, 1982
- Salvador Rivas-Martínez: Memoria del mapa de series de vegetación de España 1: 400.000, ICONA. Ministerio de Agricultura, Pesca y Alimentación, Madrid, 1987. ISBN 84-85496-25-6 online
- Salvador Rivas-Martinez, Daniel Sánchez-Mata, Manuel Costa: North american boreal and western temperate forest vegetation: Syntaxonomical synopsis on the potential natural plant communities of North America, II, Leon, Itinera Geobotanica 12:5-316, 1999, online
- Javier Loidi  (Herausgeber), Salvador Rivas-Martínez: Bioclimate and vegetation at the landscape level : a festschrift for Salvador Rivas-Martínez, Berlin ; Stuttgart : Borntraeger, 2007
- Salvador Rivas-Martínez, Federico Fernández González, Javier Loidi Arregui, Mário Fernandes Lousã, Ángel Penas Merino: Sintaxonomical checklist of vascular plant communities of Spain and Portugal to association level, Itinera Geobotanica 14: 5-341, 2001,  online